# Кольченко, Александр Александрович
Александр Александрович Кольченко (укр. Олександр Олександрович Кольченко; 26 ноября 1989, Симферополь, УССР, СССР) — украинский анархист, антифашист, левый общественный активист. Арестован 16 мая 2014 года Федеральной службой безопасности Российской Федерации по обвинению в терроризме. 25 августа 2015 года приговорён в России к 10 годам лишения свободы в колонии строгого режима. 7 сентября 2019 года освобождён и возвращён на Украину в рамках обмена удерживаемыми лицами между Украиной и Россией

## Биография
Родился 26 ноября 1989 года в Симферополе в рабочей семье. Окончил школу в Симферополе.
Учился в Симферопольском училище сервиса и туризма по специальности «менеджер по туризму», после чего являлся студентом Таврического национального университета имени В. И. Вернадского. Параллельно с учёбой работал в службе доставки «Нова Пошта» в качестве грузчика, а до 20 марта 2014 года работал в интернет-полиграфии.
По данным организации «Автономное действие», Кольченко является сторонником анархизма, антифашизма и интернационализма и известен под прозвищем «Тундра». Он участвовал в акции в поддержку работников «Крымтроллейбус», защищавших свои права, проводил в Крыму акции памяти Анастасии Бабуровой и Ивана Хуторского. Также во время учёбы в университете он участвовал в кампаниях против платного образования и за автономию университетов, был активным участником профсоюза «Студенческое действие». 19 января 2012 года, когда Кольченко и его товарищи после кинопоказа фильма о Бабуровой ехали в электричке, они подверглись нападению 30 националистов, применивших холодное оружие.
В феврале 2014 года участвовал в экологической акции против строительства крупного порта в Западном Крыму предпринимателями из Китая.

### Арест

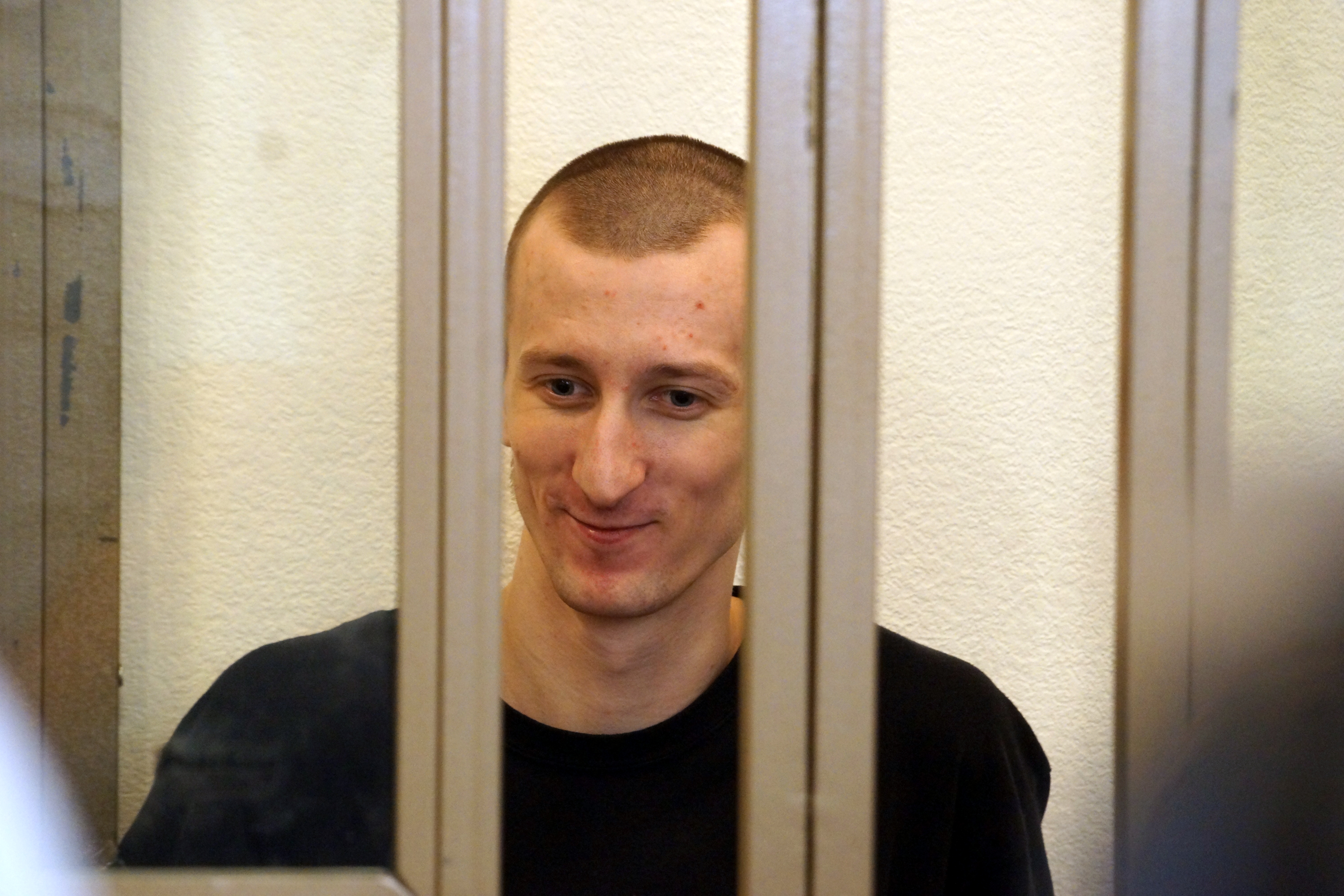
Кольченко во время процесса над ним и Сенцовым. 29 июля 2015 года

16 мая 2014 года был задержан сотрудниками Федеральной службы безопасности Российской Федерации в центре Симферополя. Через некоторое время Кольченко был перевезён в Москву, в следственный изолятор в Лефортове.
«Международная амнистия» назвала его арест незаконным. 23 мая в Киеве, Одессе и Львове состоялись акции протеста у посольства и консульств России с требованиями освободить Александра Кольченко, Олега Сенцова и других задержанных активистов.
30 мая ФСБ сообщило о задержании Кольченко вместе с ещё тремя людьми, включая историка Алексея Чирния. Как утверждала ФСБ, все они являлись членами «Правого сектора». Однако в самом «Правом секторе» опровергли информацию о том, что Кольченко является членом их организации; сам Кольченко указывал на несовместимость его левых и антифашистских убеждений с членством в ультраправой организации. Их основной целью, по версии ФСБ, было совершение диверсионно-террористических актов в Симферополе, Севастополе и Ялте — в частности, поджогов офисов общественной организации «Русская община Крыма» и представительства партии «Единая Россия» (бывшего офиса Партии регионов) в Симферополе 14 и 18 апреля 2014 года, а также взрывов самодельных взрывных устройств у «мемориала Вечного огня» и памятника Ленину в Симферополе в ночь с 8 на 9 мая 2014 года.
Международное историко-просветительское, правозащитное и благотворительное общество «Мемориал» подчёркивало, что «следствие игнорирует содержание разговоров Чирния и Пирогова, из которых следует, что Чирний к началу подготовки взрыва решил разорвать отношения с людьми, с которыми осуществлял поджоги».
Сам Кольченко после освобождения и возвращения на Украину называл поджог двери офиса правящей партии, расположенного в многоэтажном жилом доме, символическим жестом протеста, а не попыткой «устрашить население Крыма», и заявлял, что думал, что в полночь в здании никого не было: «Я был против войны, против насилия. Мои действия направлены против партии „Единая Россия“, которая голосовала за ввод войск». После разгона митинга рабочих предприятия «Крымтроллейбус» вооружёнными людьми Кольченко пришёл к выводу о том, что легальные методы борьбы себя исчерпали. Принять участие в поджоге офиса «Единой России» он решил, потому что не мог «по-другому выразить свою позицию против ввода войск и нарушения прав граждан в Крыму», а партия «Единая Россия» «ассоциировалась с правительством Российской Федерации». «Я преследовал цель нанести символический имущественный ущерб партии», — пояснил Кольченко.

### Общественная и международная реакция на уголовное дело

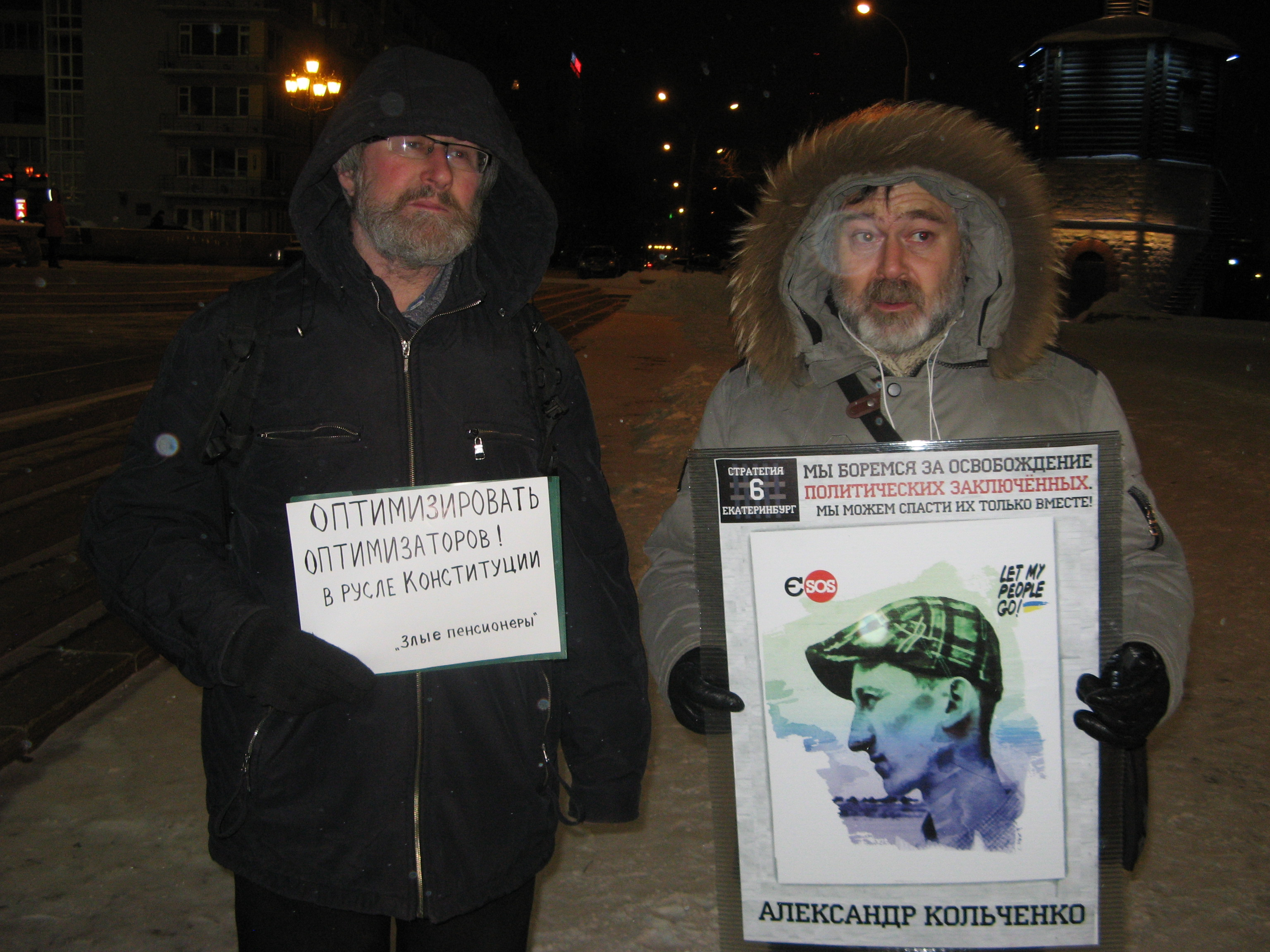
Пикетчик с плакатом в защиту Кольченко. Екатеринбург, 6 февраля 2017 года

Министерство иностранных дел Украины требовало освободить Александра Кольченко и остальных граждан Украины. В его защиту выступило «Российское социалистическое движение», позже — российское анархистское движение «Автономное действие». 5 июня в Берлине у посольства России в Германии состоялась акция в поддержку Кольченко и других задержанных активистов.
В начале июля 2015 года Парламентская ассамблея ОБСЕ приняла резолюцию, в которой, в частности, потребовала от России «незамедлительно освободить и возвратить на Украину задерживаемого пилота и члена Верховной рады Надежду Савченко, кинорежиссёра Олега Сенцова, Александра Кольченко и всех других незаконно задерживаемых украинских граждан».
25 августа 2015 года Северо-Кавказским окружным военным судом Кольченко был приговорён к 10 годам лишения свободы в колонии строгого режима.
25 сентября 2015 года президент Украины Пётр Порошенко наградил Кольченко и Сенцова орденом «За мужество» І степени.
В декабре 2015 года в рамках кампании Amnesty International российский музыкант Борис Гребенщиков подписал письмо к Генпрокурору РФ с призывом отменить приговоры украинским активистам Александру Кольченко, Олегу Сенцову и Геннадию Афанасьеву.
В апреле 2017 года Кольченко был восстановлен в качестве студента Таврического национального университета в Киеве.

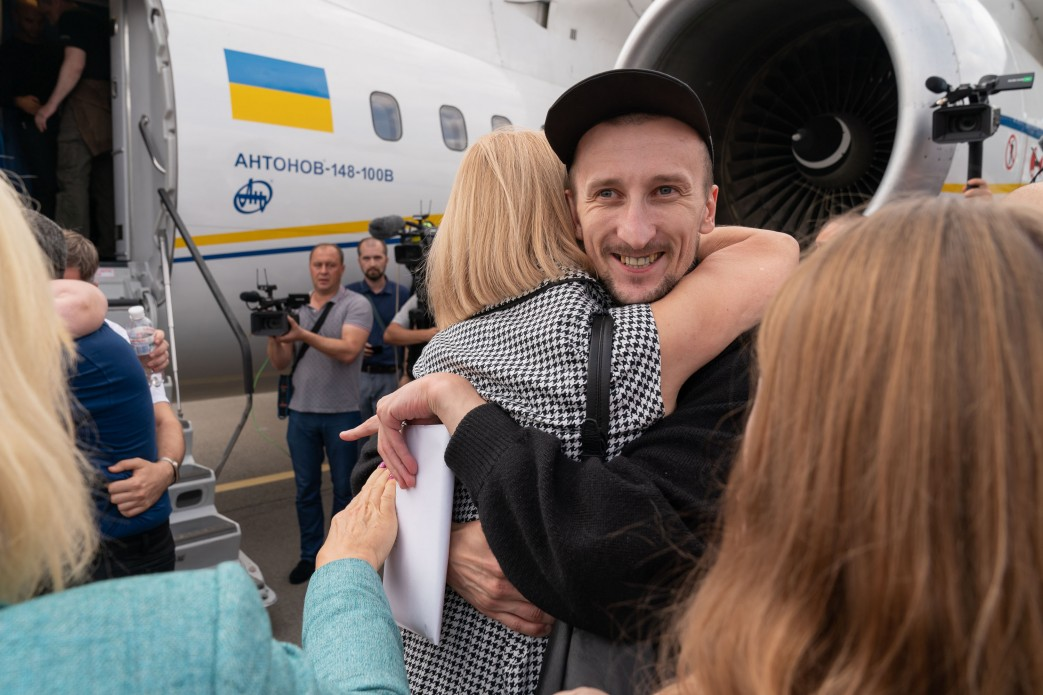
Освобождение Александра Кольченко

В июне 2018 года сейм Республики Польша принял резолюцию, призывающую Российскую Федерацию освободить украинских политзаключённых, в том числе Олега Сенцова и Александра Кольченко.

## Освобождение
7 сентября 2019 года был освобождён и возвращён на Украину в рамках обмена удерживаемыми лицами между Украиной и Россией.
После полномасштабного вторжения России в Украину 2022 года Кольченко весной проходил боевую подготовку в Киеве, а затем подписал контракт с ВСУ. В апреле он женился.